# Caged Fear
Caged Fear es una película estadounidense de acción y suspenso de 1991, dirigida por Robert Houston, que a su vez la escribió junto a Ed Elbert, Terry Kahn, Tori Sinclair y Gregory Winger, musicalizada por Toby Fitch, en la fotografía estuvo Alan Caso y los protagonistas son Stanley DeSantis, David Keith y Kristen Cloke, entre otros. El filme fue producido por European American Entertainment y se estrenó el 17 de mayo de 1991.

## Sinopsis
Luego de un robo de joyas, Tommy Lane apenas logra escapar, pero a su novia la capturaron. Es condenada y la llevan a una cárcel de mujeres de mala fama en Oklahoma. Tommy se las ingenia para entrar en la penitenciaría y obligar al cruel director a que la libere.